# Musikbühne Mannheim
Die Musikbühne Mannheim (MBM) ist ein freies deutsches Musik- und Tourneetheater mit Sitz in Mannheim. Sie wird vom gemeinnützigen Verein Musikbühne Mannheim e. V. betrieben.
Die Musikbühne Mannheim gastiert im gesamten deutschsprachigen Raum mit jährlich 80 bis 100 Vorstellungen und einem wechselnden Repertoire von etwa acht Produktionen. Gastspielorte der Musikbühne Mannheim sind Theater, Stadthallen, Bürgerhäuser und Konzertsäle. Zu den Spielorten gehörten das Festspielhaus Baden-Baden, die Alte Oper Frankfurt, die Stadthalle Bayreuth, der Frankfurter Hof in Mainz, die Opernfestspiele Heidenheim, das Theater im Pfalzbau Ludwigshafen, die Maifestspiele Wiesbaden, das Congressforum Villach, das Konzerthaus Klagenfurt oder der Stefaniensaal Graz in Österreich. Bei der Musikbühne Mannheim traten unter anderem Otto Schenk, Janet Perry, Lisa Fitz, Elsbeth Janda, Helmut Lohner und Dietz-Werner Steck auf.

## Geschichte
Die Musikbühne Mannheim e. V. wurde 1989 von Eberhard Streul und Daniela Grundmann gegründet. Der Verein hat das Ziel, dramatische Musiktheaterwerke zu entwickeln und aufzuführen, insbesondere im Bereich Kindertheater. Junge Künstler sollen zudem die Möglichkeit erhalten, erste Schritte im Berufsleben zu gehen. Spielorte waren zunächst der Stamitzsaal im Mannheimer Rosengarten und die Klosterruine Limburg. Der Verein entwickelte die Musikbühne Mannheim seither zu einem Tourneetheater weiter. Sie arbeitet eng mit der Interessengemeinschaft der Städte mit Theatergastspielen (INTHEGA) zusammen.
Seit 2015 wird die Musikbühne Mannheim von Daniela Grundmann geleitet, Vereinsvorsitzender ist Tim Kappes.
Seit der Gründung 1989 bis 2024 wurden 44 Stücke bzw. Produktionen herausgebracht; davon 17 Stücke für Kinder, 20 für Erwachsene und seit 1996 sieben thematische Liederabende mit der Sopranistin Daniela Grundmann.

## Produktionen für Erwachsene
Zuschaun kann i net (eine Operettenrevue mit Liedern, die im Dritten Reich verboten waren; 1989), Herzflattern und Ohrensausen (mehr als 200 Vorstellungen bis 2004), Spectaculum (1990), Krieg der Primadonnen (1991), Bittersüße Lieder (1992), Schön ist es, auf der Welt zu sein (1993), Alla dann mit Elsbeth Janda (1995), Memories (Musicalrevue; 1998), Die Leiche im Sack (Operngrusical; 1999), Yesterday (Jahrhundert-Revue; 2000), Adieu (Operettenrevue in Koproduktion mit dem Theater im Pfalzbau Ludwigshafen; 2004), Uff die Bääm, die Pälzer kummen (2006), Der Schauspieldirektor (von W. A. Mozart mit Otto Schenk und Helmut Lohner 2007), Mozart-Kugeln (musikalische Komödie mit Lisa Fitz; 2009), Schicksals-Akkord (Stück über die Familientragödie von Richard Wagner in Koproduktion mit den Städtischen Bühnen Münster; 2012), Horsch emol (2013), Tanz auf dem Vulkan (politische Revue mit Liedern der „Goldenen Zwanziger“ und Liedern, die verboten waren; 2014), Die Theaterchefin (Revue zum 30-jährigen Bestehen; 2019), Zugvögel (Stück zur deutschen Einheit während des Lockdowns in der COVID-19-Pandemie; 2021), Dornröschen – Nur für Erwachsene (2022), Wir lieben Brahms (2022), Und morgen wird die Sonne wieder scheinen (2024).

## Produktionen der Kinder-Musik-Bühne
Hänsel und Gretel (1992), Das Geheimnis der Wolfsschlucht (1993), Papageno spielt auf der Zauberflöte (1995), Dornröschen (1997), Die kleine Meerjungfrau (mehr als 370 Vorstellungen; 1999), Die Welt auf dem Monde (2001), Spuk im Händelhaus (2002), Schneewittchen (mehr als 200 Vorstellungen; 2007), Der Teufel mit den drei goldenen Haaren (2008), Das kalte Herz (2011), Aschenputtel oder Rossini kocht eine Oper (2013), Rotkäppchen (2015), Rapunzel (als Koproduktion mit BAAL novo – Theater Eurodistrict Offenburg; 2016), Zwerg Nase (2018), Der gestiefelte Kater (2019), Dornröschen (Neuinszenierung 2021), Die kleine Meerjungfrau (Neuinszenierung 2022), Fredo und der Drache (2024) als Koproduktion mit dem Nationaltheater Mannheim.
Die Kinderoper Spuk im Händelhaus wurde von der Musikbühne Mannheim entwickelt und uraufgeführt. Der Musikverlag Bärenreiter nahm das Stück neben anderen Produktionen der Musikbühne Mannheim in sein Verlagsprogramm auf. Spuk im Händelhaus wurde von zahlreichen deutschen und internationalen Bühnen nachgespielt. Die jüngste Neuproduktion Fredo und der Drache (Text: Eberhard Streul, Musik: Jan Roloef Wolthuis) wurde ins Verlagsprogramm des Bärenreiter Verlags aufgenommen.